# Deutsche Botschaft Sofia

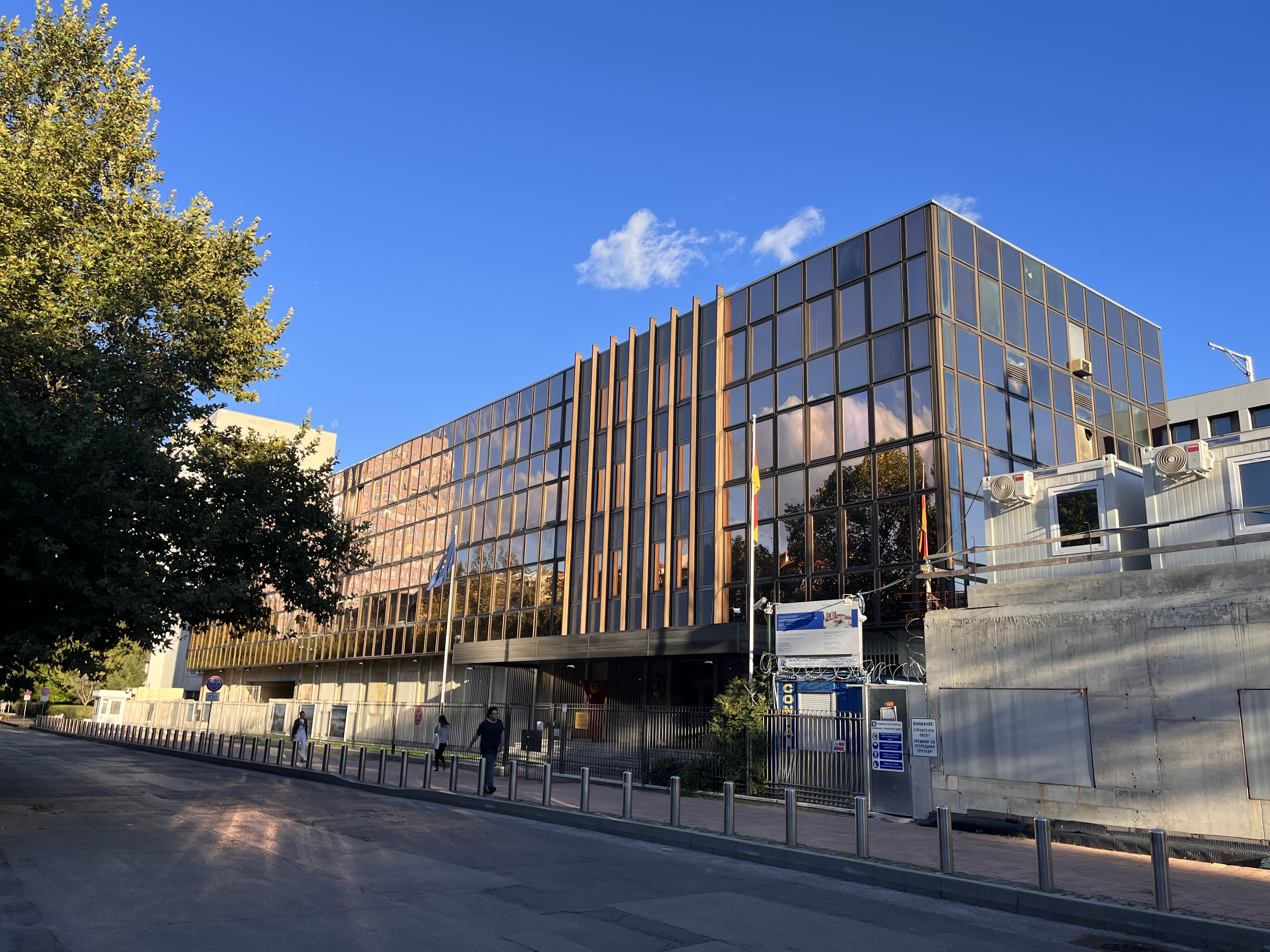

Die Deutsche Botschaft Sofia ist die Diplomatische Vertretung der Bundesrepublik Deutschland in der Republik Bulgarien.

## Lage und Gebäude
Die Botschaft befindet sich wie viele andere ausländische Vertretungen im Stadtbezirk Izgrev der bulgarischen Hauptstadt Sofia am südöstlichen Ende des Zar-Boris-Parks. Die Straßenadresse lautet: Uliza Frederic-Joliot-Curie 25, Sofia.
Das Außenministerium Bulgariens ist rund drei Kilometer entfernt und in wenigen Minuten erreichbar. Der internationale Flughafen Sofia liegt rund sieben Kilometer nordöstlich und eine Fahrtzeit von rund 15 Minuten reicht in der Regel aus.
Der Botschaftscompound ist eine bundeseigene Liegenschaft, die im Jahr 1990 von der ehemaligen DDR übernommen wurde. Dem Bund wurde für das Grundstück lediglich ein Nutzungsrecht für diplomatische Zwecke zugestanden. Es zeigte sich, dass eine Generalsanierung der Gesamtanlage dringend notwendig war.
Die Liegenschaft umfasste folgend Baulichkeiten:
- ein Bürohaus für die Kanzlei,
- einen Wohnkomplex aus 6 Wohnblöcken mit insgesamt 57 Dienstwohnungen,
- das Haus der ehemaligen Handelsförderungsstelle (an Fremdfirmen vermietet, später Sitz der Deutsch-Bulgarischen Auslandshandelskammer),
- ein Repräsentationstrakt mit Großküche,
- die ehemalige Botschaftsschule (nach mehrjährigem Leerstand zur Deutschen Schule Sofia geworden),
- eine Tiefgarage mit 42 Stellplätzen.

Im Rahmen einer Generalsanierung wurden in den Jahren 2007 bis 2009 unter anderem in dem Wohnkomplex durch Zusammenlegungen 40 moderne Dienstwohnungen geschaffen, die den Bedarf deckten. Die Kosten für sämtliche Maßnahmen wurden mit rund 16,5 Millionen Euro angegeben.
Im Jahr 2014 wurde die Planung eines Neubaus des Kanzleigebäudes ausgeschrieben. Die Nutzfläche soll rund 1725 m² betragen. Dafür war ein Grundstücksanteil von rund 2800 m² Größe unter Berücksichtigung vorgegebener Sicherheitsabstände zur weiteren Grundstücksbebauung und zur Straße abzuteilen. Der Abriss des Altbaus war abschnittsweise unter Beibehaltung des Dienstbetriebs vorzunehmen. Die Gebäude der Deutschen Schule Sofia, der Deutsch-Bulgarischen Auslandshandelskammer sowie der Dienstwohnungen waren nicht Bestandteil der Planung. Als Zeitraum für die Realisierung waren die Jahre 2017 bis 2020 vorgesehen. Es traten Verzögerungen ein.

## Auftrag und Organisation
Die Botschaft Sofia hat den Auftrag, die deutsch-bulgarischen Beziehungen zu pflegen, die deutschen Interessen gegenüber der Regierung von Bulgarien zu vertreten und die Bundesregierung über Entwicklungen in Bulgarien zu unterrichten.
In der Botschaft werden die Sachgebiete Politik, Wirtschaft, Kultur und Wissenschaft bearbeitet. Der an der Botschaft Bukarest tätige Militärattaché ist gleichzeitig in Bulgarien akkreditiert. Die Botschaft betreut unter anderem den Deutschen Soldatenfriedhof Sofia.
Das Referat für Rechts- und Konsularaufgaben der Botschaft bietet deutschen Staatsangehörigen alle konsularischen Dienstleistungen und Hilfe in Notfällen an. Der konsularische Amtsbezirk der Botschaft umfasst Bulgarien. Die Visastelle erteilt Einreisegenehmigungen für in Bulgarien wohnhafte Bürger dritter Staaten.
Honorarkonsuln der Bundesrepublik Deutschland sind in Plowdiw und Warna bestellt und ansässig.

## Geschichte

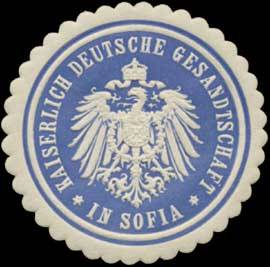
Siegelmarke der Kaiserlich Deutschen Gesandtschaft Sofia

Das Deutsche Reich eröffnete im Jahr 1905 eine Vertretung in Sofia. Im Ersten und im Zweiten Weltkrieg kämpfte Bulgarien auf der Seite der Mittel- bzw. Achsenmächte. Im Jahr 1944 besetzte die Rote Armee das Land und es entstand die (sozialistische) Volksrepublik Bulgarien.
Die DDR und Bulgarien nahmen bereits am 17. Oktober 1949 diplomatische Beziehungen auf. Die Botschaft der DDR wurde im Jahr 1990 mit dem Beitritt zur Bundesrepublik Deutschland geschlossen.
Die Bundesrepublik Deutschland eröffnete am 19. Oktober 1964 eine Handelsvertretung in Sofia, die am 21. Dezember 1973 in eine Botschaft umgewandelt wurde.